# 대.다.나.다.너
《대.다.나.다.너》는 빅스의 첫 번째 리패키지 음반의 타이틀 곡이다. 2013년 7월 31일에 발표하였다.